# Aiutami a sognare
Pour plus de détails, voir Fiche technique et Distribution.
Aiutami a sognare est un film italien réalisé par Pupi Avati, sorti en 1981.

## Synopsis
En 1943, en pleine guerre, Francesca, veuve, s'installe avec ses trois filles dans sa maison de campagne pour échapper aux bombardements de Bologne. Dans la villa, elle retrouve ses amis d'enfance et son ancien amour Guido, qui ne l'a pas oubliée. Francesca se passionne pour tout ce qui vient d'Amérique, comme la musique et le cinéma. Elle va même jusqu'à raconter à ses filles que son mari, mort à la guerre, est parti pour les États-Unis, où il vivra.
Un jour, un avion américain atterrit près de la villa à la suite d'une panne et une tendre amitié se noue entre le pilote et Francesca, renforcée par les connaissances de l'aviateur, qui est aussi un excellent pianiste, sur tout ce qui touche à la musique et aux chansons de son pays. Le pilote s'engage à apprendre aux filles de Francesca à jouer du piano et l'amour entre la veuve et l'Américain devient sérieux, mais dès que l'avion est réparé, il laisse la jeune femme à ses rêves et à ses souvenirs.

## Fiche technique
- Titre : Aiutami a sognare
- Titre alternatif : Aide-moi à rêver
- Réalisation : Pupi Avati
- Scénario : Pupi Avati
- Photographie : Franco Delli Colli
- Musique : Riz Ortolani
- Production : Antonio Avati, Pupi Avati et  Gianni Minervini
- Société de production : Titanus
- Pays de production :  Italie
- Langue originale : italien
- Format : Couleurs
- Genre : romance
- Date de sortie : 1981

## Distribution
- Mariangela Melato : Francesca
- Anthony Franciosa : Ray
- Jean-Pierre Léaud : Mario
- Orazio Orlando : Guido
- Paola Pitagora : Giovanna
- Alexandra Stewart : Magda